# Jorge del Río Salas
Jorge Alberto del Río Salas (* 30. Oktober 1918 in Buenos Aires; † unbekannt) war ein argentinischer Segler.

## Erfolge
Jorge del Río Salas nahm an vier Olympischen Spielen in der Bootsklasse Drachen teil. 1948 belegte er bei seinem Olympiadebüt bei der in Torquay stattfindenden Regatta den siebten Platz, dabei war er neben Jorge Salas Chávez Crewmitglied des von del Río Salas’ Schwager Roberto Sieburger angeführten argentinischen Bootes Pampero. Vier Jahre darauf verpasste er in Helsinki mit der Pampero und Skipper Sieburger als Vierter knapp einen Medaillengewinn. Bei den Olympischen Spielen 1960 in Rom war er neben Héctor Calegaris Crewmitglied der Tango mit Skipper Jorge Salas Chávez. Mit der Tango belegten sie mit 5715 Punkten den zweiten Platz, nur elf Punkte vor dem italienischen Boot Venilia, und gewannen damit die Silbermedaille. Olympiasieger wurden die Griechen in der Nirefs. Mit Calegaris und Salas Chávez hatte del Río Salas bereits ein Jahr zuvor bei den Panamerikanischen Spielen in Chicago die Goldmedaille gewonnen. Die olympische Regatta 1964 in Tokio schloss er mit der Tango auf dem zehnten Platz ab. Skipper war erneut Salas Chávez, das zweite Crewmitglied Rodolfo Rivademar.
Jorge del Río Salas heiratete die Tochter von Enrique Sieburger senior, dessen Familie große olympische Segelerfahrung vorweisen kann, darunter Sieburger seniors Söhne Carlos und Enrique junior – Del Río Salas’ Schwager.